# 1986 PM
1986 PM är en asteroid i huvudbältet som upptäcktes den 2 augusti 1986 av International Near-Earth Asteroid Survey (INAS) vid Palomar-observatoriet.
Asteroiden har en diameter på ungefär 4 kilometer och den tillhör asteroidgruppen Baptistina.